# Acanthothamnus
Acanthothamnus é um género de planta com flor pertencente à família Celastraceae. 
A autoridade científica da espécie é Brandegee, tendo sido publicada em University of California Publications in Botany 3(8): 383. 1909.
Trata-se de um género aceite pelo sistema de classificação filogenético Angiosperm Phylogeny Website

## Espécies
Segundo a base de dados The Plant List tem 3 espécies descritas das quais 1 são aceites:
- Acanthothamnus aphyllus (Schltdl.) Standl.